# Lenalidomide
Lenalidomide, verkocht onder de handelsnaam Revlimid, is een medicijn dat wordt gebruikt voor de behandeling van multipel myeloom (MM), smeulend myeloom en myelodysplastische syndromen (MDS). Voor MM wordt het gebruikt na ten minste één andere behandeling en in het algemeen samen met dexamethason. Het wordt via de mond ingenomen.
Vaak voorkomende bijwerkingen zijn diarree, jeuk, gewrichtspijn, koorts, hoofdpijn en slaapproblemen. Ernstige bijwerkingen kunnen zijn: lage bloedplaatjes, lage witte bloedcellen en bloedstolsels. Gebruik tijdens de zwangerschap kan de foetus schaden. Bij mensen met nierproblemen kan het nodig zijn de dosis aan te passen. Het heeft een chemische structuur die lijkt op thalidomide, maar heeft een ander werkingsmechanisme. Hoe het werkt, is anno 2019 niet helemaal duidelijk.
Lenalidomide werd in 2005 goedgekeurd voor medisch gebruik in de Verenigde Staten. Het staat op de lijst van essentiële geneesmiddelen van de Wereldgezondheidsorganisatie.

## Medisch gebruik

### Multipel myeloom
Lenalidomide wordt gebruikt voor de behandeling van multipel myeloom. Het is een krachtiger moleculair analoog van thalidomide, dat tumorangiogenese, door tumor uitgescheiden cytokinen en tumorproliferatie remt door inductie van apoptose.
Lenalidomide is effectief in het induceren van een volledige of "zeer goede gedeeltelijke" respons en verbetert de progressievrije overleving. Bijwerkingen die vaker voorkomen bij mensen die lenalidomide voor myeloom krijgen, zijn onder meer neutropenie, diepe veneuze trombose, infecties en een verhoogd risico op andere hematologische maligniteiten. Het risico op tweede primaire hematologische maligniteiten weegt niet op tegen het voordeel van het gebruik van lenalidomide bij recidiverend of refractair multipel myeloom. Het kan moeilijker zijn om stamcellen te mobiliseren voor autotransplantatie bij mensen die lenalidomide hebben gekregen.
In 2006 ontving lenalidomide goedkeuring van de Amerikaanse Food and Drug Administration (FDA) voor gebruik in combinatie met dexamethason bij mensen met multipel myeloom die ten minste één eerdere therapie hebben gekregen. In 2017 keurde de FDA lenalidomide goed als zelfstandige onderhoudstherapie (zonder dexamethason) voor mensen met multipel myeloom na autologe stamceltransplantatie.
In 2009 heeft het National Institute for Health and Clinical Excellence een definitieve beoordeling uitgebracht waarin lenalidomide in combinatie met dexamethason wordt goedgekeurd als een optie voor de behandeling van mensen met multipel myeloom die twee of meer eerdere therapieën hebben gekregen in Engeland en Wales
Het gebruik van lenalidomide in combinatie met andere geneesmiddelen werd geëvalueerd. Er werd gezien dat de geneesmiddelcombinaties van lenalidomide met dexamethason en continu bortezomib met lenalidomide en dexamethason waarschijnlijk resulteren in een toename van de totale overleving.

### Myelodysplastische syndromen
Lenalidomide werd op 27 december 2005 door de FDA goedgekeurd voor patiënten met myelodysplastische syndromen met laag of intermediair-1-risico met chromosoom 5q-deletiesyndroom (5q-syndroom) met of zonder aanvullende cytogenetische afwijkingen. Het werd op 17 juni 2013 goedgekeurd door het Europees Geneesmiddelenbureau voor gebruik bij patiënten met myelodysplastische syndromen met laag of intermediair-1-risico die het 5q-deletiesyndroom hebben maar geen andere cytogenetische afwijkingen en die afhankelijk zijn van rode bloedceltransfusies , voor wie andere behandelingsopties zijn onvoldoende of ontoereikend gebleken.

### Mantelcellymfoom
Lenalidomide is door de FDA goedgekeurd als een speciaal geneesmiddel waarvoor een gespecialiseerde apotheekdistributie nodig is voor mantelcellymfoom bij patiënten bij wie de ziekte is teruggevallen of gevorderd is na ten minste twee eerdere therapieën, waarvan er één het geneesmiddel bortezomib moet hebben gehad.

### AL-amyloïdose
Hoewel het niet specifiek door de FDA is goedgekeurd voor gebruik bij de behandeling van AL-amyloïdose, wordt lenalidomide op grote schaal gebruikt  gebruikt bij de behandeling van die aandoening, vaak in combinatie met dexamethason.

## Bijwerkingen
Naast embryofoetale toxiciteit bevat lenalidomide black box-waarschuwingen voor hematologische toxiciteit (inclusief neutropenie en trombocytopenie ) en trombo-embolie. Ernstige mogelijke bijwerkingen zijn trombose, longembolie, hepatotoxiciteit en beenmergtoxiciteit resulterend in neutropenie en trombocytopenie. Myelosuppressie is de belangrijkste dosisbeperkende toxiciteit, wat niet het geval is met thalidomide.
Lenalidomide kan in verband worden gebracht met bijwerkingen als tweede primaire maligniteit, ernstige huidreacties, overgevoeligheidsreacties, tumorlysissyndroom, tumoropflakkeringsreactie, hypothyreoïdie en hyperthyreoïdie.

### Teratogeniteit
Lenalidomide is verwant aan thalidomide, waarvan bekend is dat het teratogeen is. Tests bij apen suggereren dat lenalidomide eveneens teratogeen is. Het kan niet worden voorgeschreven aan vrouwen die zwanger zijn of zwanger kunnen worden tijdens de behandeling. Om deze reden is het medicijn in de Verenigde Staten alleen verkrijgbaar via een beperkt distributiesysteem in combinatie met een risico-evaluatie en -beperkingsstrategie . Vrouwen die zwanger kunnen worden, moeten tijdens de behandeling en gedurende ten minste vier weken na het staken van de behandeling met lenalidomide ten minste twee vormen van betrouwbare anticonceptie gebruiken.

### Veneuze trombo-embolie
Lenalidomide kan, net als thalidomide, veneuze trombo -embolie (VTE) veroorzaken, een potentieel ernstige complicatie bij het gebruik ervan. Hoge percentages VTE zijn gevonden bij patiënten met multipel myeloom die thalidomide of lenalidomide kregen in combinatie met dexamethason, melfalan of doxorubicine.

### Stevens-Johnson-syndroom
In maart 2008 heeft de Amerikaanse Food and Drug Administration (FDA) lenalidomide opgenomen op een lijst van twintig geneesmiddelen op recept die worden onderzocht vanwege mogelijke veiligheidsproblemen. Het medicijn werd onderzocht op mogelijke verhoging van het risico op het ontwikkelen van het Stevens-Johnson-syndroom, een levensbedreigende huidaandoening.

### Doorlopende veiligheidsbeoordeling
In 2011 startte de FDA een doorlopende beoordeling van klinische onderzoeken die een verhoogd risico op het ontwikkelen van kankers zoals acute myeloïde leukemie en B-cellymfoom vonden, hoewel het patiënten niet adviseerde de behandeling met lenalidomide te staken.

## Werkingsmechanisme
Lenalidomide is de afgelopen tien jaar met succes gebruikt voor de behandeling van zowel ontstekingsaandoeningen als kankers.  Er zijn meerdere werkingsmechanismen, en ze kunnen worden vereenvoudigd door ze te organiseren als werkingsmechanismen in vitro en in vivo.
In vitro heeft lenalidomide drie hoofdactiviteiten: direct antitumoreffect, remming van angiogenese en immunomodulatie.
In vivo induceert lenalidomide tumorcelapoptose direct en indirect door remming van de ondersteuning van stromacellen in het beenmerg, door anti-angiogene en anti-osteoclastogene effecten en door immunomodulerende activiteit. Lenalidomide heeft een breed scala aan activiteiten die kunnen worden gebruikt om veel hematologische en solide kankers te behandelen.
Op moleculair niveau is aangetoond dat lenalidomide een interactie aangaat met het ubiquitine E3-ligase cereblon en zich richt op dit enzym om de Ikaros-transcriptiefactoren IKZF1 en IKZF3 af te breken. Dit mechanisme was onverwacht omdat het suggereert dat de belangrijkste werking van lenalidomide erin bestaat de activiteit van een enzym opnieuw te richten in plaats van de activiteit van een enzym of signaalproces te blokkeren, en daardoor een nieuwe manier van geneesmiddelwerking vertegenwoordigt. Een meer specifieke implicatie van dit mechanisme is dat de teratogene en antineoplastische eigenschappen van lenalidomide, en misschien andere thalidomidederivaten, zouden kunnen worden losgekoppeld.

## Geschiedenis
Lenalidomide werd in 2005 goedgekeurd voor medisch gebruik in de Verenigde Staten.
Nadat in 2022 het octrooi verlopen was en het middel in generieke vorm beschikbaar kwam blijkt het middel 99% goedkoper te kunnen.

## Economie
Lenalidomide kost meer dan US$ 160000 per jaar voor de gemiddelde persoon in de Verenigde Staten vanaf 2012. Lenalidomide verdiende in 2018 bijna 9,7 miljard dollar voor Celgene.
In 2013 verwierp het Britse National Institute for Health and Care Excellence (NICE) lenalidomide voor "gebruik bij de behandeling van mensen met een specifiek type beenmergaandoening myelodysplastisch syndroom (MDS)" in Engeland en Schotland, met het argument dat Celgene "niet genoeg bewijs leverde om het prijskaartje van GB£3780 per maand van lenalidomide voor gebruik bij de behandeling van mensen met een specifiek type beenmergaandoening myelodysplastisch syndroom (MDS) te rechtvaardigen".

## Onderzoek
Lenalidomide wordt klinisch onderzocht voor de behandeling van hodgkinlymfoom evenals non-hodgkinlymfoom, chronische lymfatische leukemie en solide tumorkankers, zoals pancreascarcinoom. Een klinisch fase III-onderzoek dat door Celgene werd uitgevoerd bij oudere patiënten met chronische lymfatische leukemie van B-cellen, werd stopgezet in juli 2013, toen een onevenredig aantal sterfgevallen door kanker werd waargenomen tijdens de behandeling met lenalidomide in vergelijking met patiënten die werden behandeld met chloorambucil.